# Pont-à-Marcq
Pont-à-Marcq – miejscowość i gmina we Francji, w regionie Hauts-de-France, w departamencie Nord.
Według danych na rok 1990 gminę zamieszkiwały 1912 osoby, a gęstość zaludnienia wynosiła 861 osób/km² (wśród 1549 gmin regionu Nord-Pas-de-Calais Pont-à-Marcq plasuje się na 378. miejscu pod względem liczby ludności, natomiast pod względem powierzchni na miejscu 894.).